# Team Stölting/Saison 2013
Dieser Artikel listet Erfolge und Fahrer des Radsportteams Stölting in der Saison 2013 auf.

## Erfolge in der Europe Tour
| Datum        | Rennen                                       | Kat. | Fahrer          |
| ------------ | -------------------------------------------- | ---- | --------------- |
| 14. März     | Prolog Istrian Spring Trophy                 | 2.2  | Luke Roberts    |
| 2. Juni      | Deutsche Meisterschaft – Straßenrennen (U23) | CN   | Silvio Herklotz |
| 10. Juni     | 2. Etappe Thüringen-Rundfahrt                | 2.2U | Jan Dieteren    |
| 27. Juli     | 5. Etappe Tour Alsace                        | 2.2  | Silvio Herklotz |
| 23.–28. Juli | Gesamtwertung Tour Alsace                    | 2.2  | Silvio Herklotz |
| 1. September | 1. Etappe Tour of Bulgaria                   | 2.2  | Phil Bauhaus    |

## Zugänge – Abgänge
| Zugänge          | Team 2012                   | Abgänge          | Team 2013                         |
| ---------------- | --------------------------- | ---------------- | --------------------------------- |
| Luke Roberts     | Team Saxo Bank-Tinkoff Bank | Jesper Asselman  | Metec-TKH Continental Cyclingteam |
| Christian Mager  | Team Heizomat               | Maarten de Jonge | Team Vorarlberg                   |
| Maximilian Werda | Thüringer Energie Team      | Arne Hassink     | Karriereende                      |
| Phil Bauhaus     | Neoprofi                    | Yannick Bok      | Unbekannt                         |
| Arne Egner       | Neoprofi                    | Marten Klöpping  | Unbekannt                         |
| Silvio Herklotz  | Neoprofi                    | Jan van Puyvelde | Unbekannt                         |
| Nils Politt      | Neoprofi                    | Henk Wildeman    | Unbekannt                         |

## Mannschaft

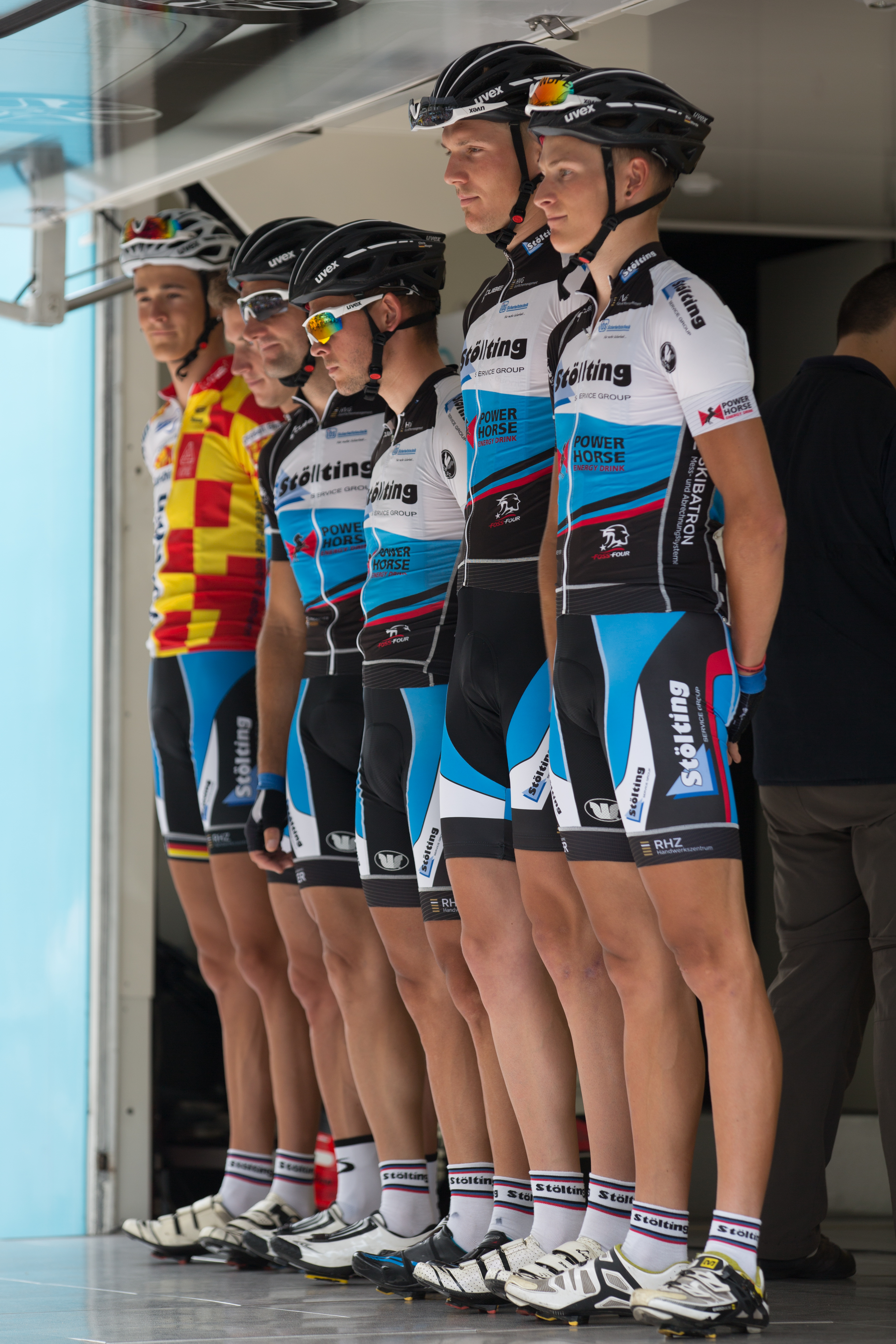
Mannschaft Stölting am Tour Alsace 2013 in Straßburg.

| Name             | Geburtstag         | Nationalität |
| ---------------- | ------------------ | ------------ |
| Phil Bauhaus     | 8. Juli 1994       | Deutschland  |
| Felix Dehmel     | 21. August 1990    | Deutschland  |
| Jan Dieteren     | 12. April 1993     | Deutschland  |
| Arne Egner       | 14. März 1994      | Deutschland  |
| Tim Gebauer      | 13. Mai 1989       | Deutschland  |
| Silvio Herklotz  | 6. Mai 1994        | Deutschland  |
| Thomas Koep      | 15. September 1990 | Deutschland  |
| Christian Mager  | 8. April 1992      | Deutschland  |
| Jan Oelerich     | 30. März 1988      | Deutschland  |
| Nils Plötner     | 7. Mai 1989        | Deutschland  |
| Nils Politt      | 6. März 1994       | Deutschland  |
| Luke Roberts     | 25. Januar 1977    | Australien   |
| Björn Schröder   | 27. Oktober 1980   | Deutschland  |
| Max Walscheid    | 13. Juni 1993      | Deutschland  |
| Maximilian Werda | 5. Oktober 1991    | Deutschland  |